# Aori (manzana)
Aori es una  variedad cultivar de manzano (Malus domestica). Un híbrido de manzana del cruce de 'Toko' x 'Richared Delicious'. Criado en 1935 en la Estación Experimental de Manzanas de Aomori Japón. Fue descrito y nombrado en 1977. Las frutas tienen una pulpa crema pálida, crujiente y media con un sabor dulce y vinoso.

## Historia
'Aori' es una variedad de manzana, híbrido del cruce de variedad 'Toko' como Parental-Madre x polen de 'Richared Delicious' como Parental-Padre. Criado en 1935 en la Estación Experimental de Manzanas de Aomori Japón. Fue dado a conocer y nombrado en 1970.
'Aori' está cultivada en diversos bancos de germoplasma de cultivos vivos. En 1977 se recibió en el « National Fruit Trials » (Probatorio Nacional de Frutas) y actualmente está cultivado en el National Fruit Collection (Colección Nacional de Fruta) de Reino Unido con el número de accesión: 1977-114 y Nombre de Accesión : Aori.

## Características
'Aori' árbol de extensión erguida, de vigor moderadamente vigoroso, portador de espuela. Tiene un tiempo de floración que comienza a partir del 1 de mayo con el 10% de floración, para el 5 de mayo tiene una floración completa (80%), y para el 12 de mayo tiene un 90% caída de pétalos.
'Aori' tiene una talla de fruto de medio a grande; forma globosa cónica claramente en forma de pera con una cintura perceptible; con nervaduras de débiles a medias y corona media; epidermis tienden a tener una piel dura, con color de fondo verde amarillento, con un sobre color sólido lavado rojo intenso en la cara expuesta al sol, importancia del sobre color medio-alto, y patrón del sobre color chapa / moteado, presentando un rubor rojo que cubre las dos cuartas partes de la superficie, las lenticelas de colores claros están esparcidas sobre el rojo, ruginoso-"russeting" (pardeamiento áspero superficial que presentan algunas variedades) muy bajo; cáliz pequeño y ligeramente abierto, ubicado en una cuenca estrecha que está rodeada por una corona pronunciada y nudosa; pedúnculo corto y de calibre robusto, colocado en una cavidad moderadamente profunda y abierta, con ligero ruginoso-"russeting" pardo en las paredes; carne de color crema con reflejos amarillentos, de textura firme, crujiente, de sabor muy dulce.
Su tiempo de recogida de cosecha se inicia a finales de septiembre. Se mantiene bien durante dos meses en cámara frigorífica.

## Usos
Una excelente manzana para comer en postre de mesa.

## Ploidismo
Diploide, auto estéril. Grupo de polinización: B, Día 6.